# Rue des Cholets
La rue des Cholets est une ancienne rue de Paris, aujourd'hui disparue, qui était située dans le quartier Saint-Jacques.

## Origine du nom
Elle prit ce nom en raison du collège des Cholets qui y fut construit.

## Situation
Cette rue, qui était située dans l'ancien 12e arrondissement de Paris, commençait rue de Reims et finissait rue Saint-Étienne des Grès.
Les numéros de la rue étaient noirs. Elle avait un seul numéro impair qui était le no 1 et un seul numéro pair qui était le no 2.

## Historique
Son premier nom fut « rue Saint-Symphorien-des-Vignes » car elle avait été percée sur le clos Saint-Symphorien, qui était planté de vignes.
Elle est citée dans Le Dit des rues de Paris de Guillot de Paris sous la forme « rue Saint-Syphorien ».
À la fin du XIIIe siècle, elle prit le nom de « rue des Cholets » en raison du collège qui y fut alors construit.
Au XVIIIe siècle, on lui trouve également le nom de « petite rue Sainte-Barbe » à cause de la proximité du collège éponyme.
En 1846, la rue des Cholets disparait après avoir été cédée au collège Sainte-Barbe qui y élève le parloir, les réfectoires et la chapelle.

## Bâtiments remarquables et lieux de mémoire
- No 2 : collège Sainte-Barbe.